# Hieracium melanothyrsum
Hieracium melanothyrsum es una especie de planta con flor del género Hieracium, de la familia Asteraceae, orden Asterales.

## Distribución
Hieracium melanothyrsum se distribuye por Bosnia y Herzegovina.

## Taxonomía
Fue descrita científicamente por K. Maly y Zahn.